# Pedro Brazão
Pedro David Brazão Teixeira, noto semplicemente come Pedro Brazão (Lisbona, 30 dicembre 2002), è un calciatore portoghese, attaccante del Bodrum.

## Carriera

### Club
Cresciuto nel settore giovanile del Nizza, debutta in prima squadra il 20 aprile 2019 in occasione dell'incontro di Ligue 1 perso 1-0 contro il Caen.
Nel 2023 si trasferisce al Bodrum, con cui conquista una promozione dalla seconda alla prima divisione turca, categoria in cui poi gioca durante la stagione 2024-2025.

### Nazionale
Ha giocato nelle nazionali giovanili portoghesi Under-16, Under-17, Under-18, Under-19 ed Under-20.

## Statistiche

### Presenze e reti nei club
Statistiche aggiornate al 27 novembre 2021.
| Stagione        | Squadra         | Campionato      | Campionato | Campionato | Coppe nazionali | Coppe nazionali | Coppe nazionali | Coppe continentali | Coppe continentali | Coppe continentali | Altre coppe | Altre coppe | Altre coppe | Totale | Totale |
| Stagione        | Squadra         | Comp            | Pres       | Reti       | Comp            | Pres            | Reti            | Comp               | Pres               | Reti               | Comp        | Pres        | Reti        | Pres   | Reti   |
| --------------- | --------------- | --------------- | ---------- | ---------- | --------------- | --------------- | --------------- | ------------------ | ------------------ | ------------------ | ----------- | ----------- | ----------- | ------ | ------ |
| 2018-2019       | Nizza 2         | N2              | 9          | 0          |                 | -               | -               |                    | -                  | -                  |             | -           | -           | 9      | 0      |
| 2019-2020       | Nizza 2         | N3              | 12         | 1          |                 | -               | -               |                    | -                  | -                  |             | -           | -           | 12     | 1      |
| 2020-2021       | Nizza 2         | N3              | 1          | 0          |                 | -               | -               |                    | -                  | -                  |             | -           | -           | 1      | 0      |
| 2018-2019       | Nizza           | L1              | 1          | 0          | CF+CdL          | 0               | 0               |                    | -                  | -                  |             | -           | -           | 1      | 0      |
| 2020-2021       | Losanna         | ASL             | 20         | 1          | CS              | 1               | 0               |                    | -                  | -                  |             | -           | -           | 21     | 1      |
| 2021-2022       | Famalicão       | PL              | 4          | 1          | CP+CdL          | 2+1             | 1+0             |                    | -                  | -                  |             | -           | -           | 7      | 2      |
| Totale carriera | Totale carriera | Totale carriera | 47         | 3          |                 | 4               | 1               |                    | -                  | -                  |             | -           | -           | 51     | 4      |